# Ismael Kombich
Ismael Kipngetich Kombich (16 gennaio 1985) è un mezzofondista keniota.

## Biografia
Nel 2006 insieme a Joseph Mutua, William Yiampoy e Wilfred Bungei ha stabilito il record mondiale della staffetta 4×800 metri.